# 今井敦 (政治家)
今井 敦（いまい あつし、1961年〈昭和36年〉11月20日 - ）は、日本の政治家。長野県茅野市長（2期）。元長野県議会議員（3期）、元茅野市議会議員（1期）。

## 来歴
長野県茅野市米沢埴原田出身。長野県岡谷南高等学校卒業。1986年（昭和61年）3月、駒澤大学経済学部卒業。
2003年（平成15年）から茅野市議会議員を1期、2007年（平成19年）から長野県議会議員を3期務めた。県議時代は自由民主党に所属した。
2019年（平成31年）2月4日、任期満了に伴う茅野市長選挙に立候補する意向を表明。同年4月14日告示、4月21日投開票の市長選で無投票で初当選した。4月30日、市長就任。
2023年（令和5年）4月23日、無投票で再選した。